# Antonia del Balzo

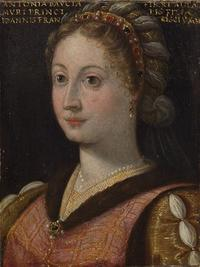
Porträt der Antonia del Balzo

Antonia del Balzo (* 1461; † 16. Januar 1538 in Gazzuolo) war eine italienische Adelige aus einer der bedeutendsten Adelsfamilien von Neapel, die durch ihre Ehe mit Gianfrancesco Gonzaga zur Gräfin von Sabbioneta und zur Stammmutter der Linie der Gonzaga zu Sabbioneta und Bozzolo wurde.

## Herkunft

Wappen der Familie del Balzo

Antonia stammte aus der ursprünglich südfranzösischen Familie der Herren von Les Baux in der Provence (heute Region Provence-Alpes-Côte d’Azur, Département Bouches-du-Rhone, Arrondissement Arles) die schon im 10. Jahrhundert mit urkundlich auftritt, sich von Wilhelm König von Arles und Fürst von Orange (* um 1059, † um 1110) ableitet und in zahlreiche Linien aufgespalten war. Nach der Eroberung Süditaliens durch Karl von Anjou im 13. Jahrhundert wandte sich ein Zweig nach Italien, nannte sich del Balzo, erwarb dort die Grafschaft Avellino (in der Region Kampanien, 40 km östlich von Neapel) und 1343 die Stadt und Herrschaft Andria (in der Provinz Barletta-Andria-Trani), die 1351 zum Herzogtum erhoben wurde. Dieser Zweig der Familie zählt daher seit dem 14. Jahrhundert zu den sieben großen Häusern des Königreiches Neapel und blüht bis heute in der Linie der Herzöge von Presenzano.
Antonia war eine Enkelin von Francesco II. del Balzo († 1482), dem dritten Herzog von Andria, Grafen von Bisceglia, der Großkonnetable des Königreiches Neapel und Präsident des königlichen Rates war, und von Sancia di Chiaramonte, Gräfin von Copertino, deren Schwester Isabella als Gemahlin von Ferdinand I., König von Neapel (1458–1494), bis 1465 Königin von Neapel war.
Antonias Vater Pirro del Balzo († 1491) war der 1. Fürst von Altamura (seit 1467), 4. Herzog von Andria, Herzog von Venosa, 5. Graf von Montescaglioso, 3. Graf von Bisceglie, 2. Graf von Copertino, Graf von Acerra etc., Großkonnetable des Königreiches Neapel und zugleich einer der Anführer der Verschwörung der Barone, die sich 1485/86 gegen die Reformen von Ferdinand I. König von Neapel (1458–1494) erhoben. Er wurde am 4. Juli 1487 verhaftet und im Castel Nuovo in Neapel eingekerkert, wo er verstarb.

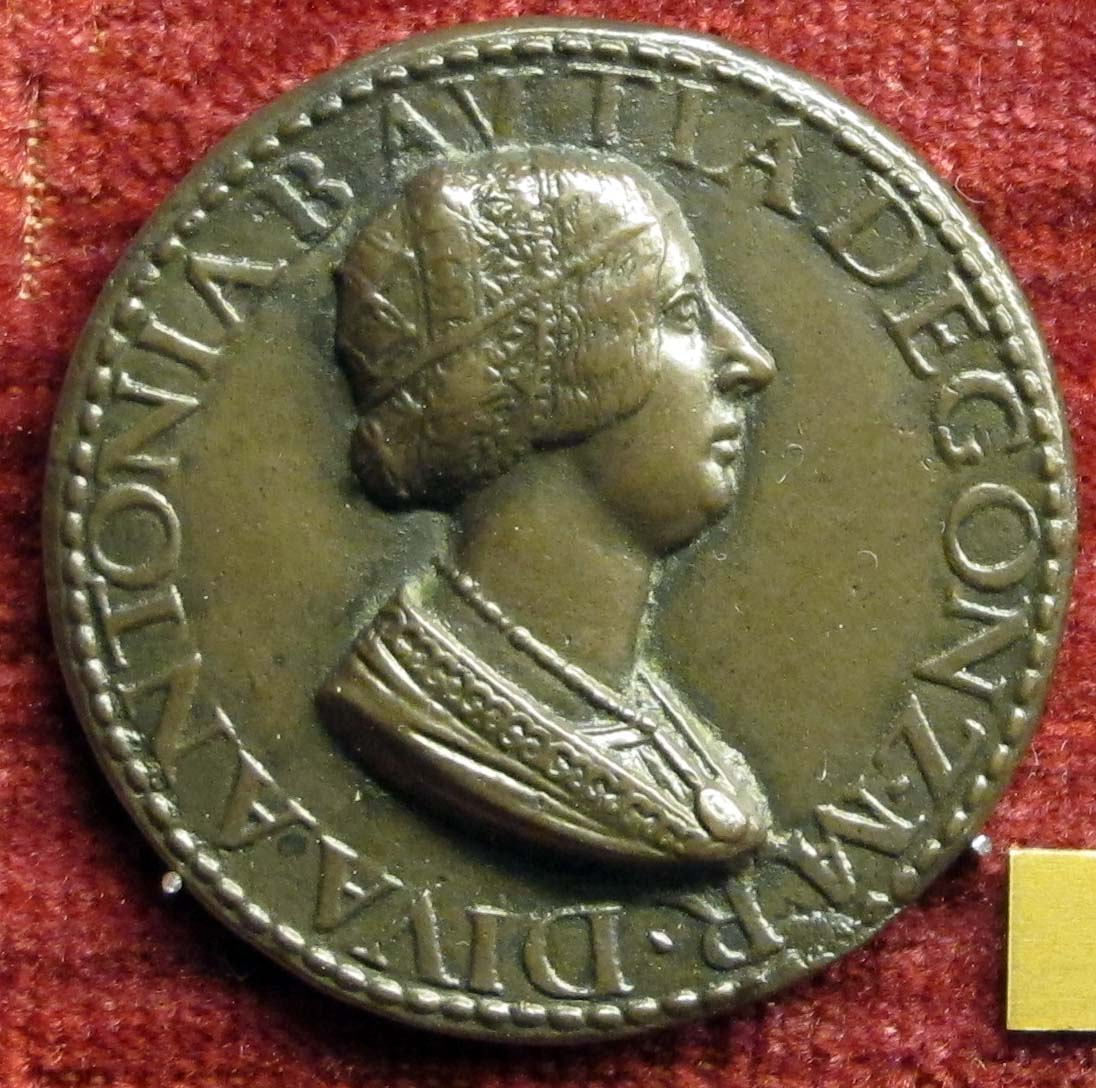
Medaille mit einer Darstellung von Antonia del Balzo von Pier Jacopo Alari Bonacolsi, genannt “L’Antico”

Antonias Mutter Maria Donata Orsini del Balzo, Herzogin von Venosa und Gräfin von Montescaglioso, stammte aus einem jüngeren Zweig der römischen Dynastie der Orsini, der im Königreich Neapel mehr Land kontrollierte als selbst der König und behaupten konnte, von Tarent bis Neapel reisen zu können, ohne jemals das eigene Land zu verlassen. Deren Eltern waren Gabriele Orsini del Balzo Herzog von Venosa und Giovanna Prinzessin Caracciolo.
Die Hochzeit fand in dem im Auftrag von Kaiser Friedrich II. († 1250) errichteten Castel del Monte nahe bei Andria statt.
Die enge Verbindung zur herrschenden Dynastie wurde durch die Ehe ihrer Schwester Isabella del Balzo (* 24. Juni 1465 in Minervino, † 22. Mai 1533 in Ferrara) 3. Fürstin von Altamura, 5. Herzogin von Andria etc., mit Friedrich I. von Aragon König von Neapel bekräftigt, durch die Isabella von 1496 bis 1501 Königin von Neapel war.

## Leben

### Jugend

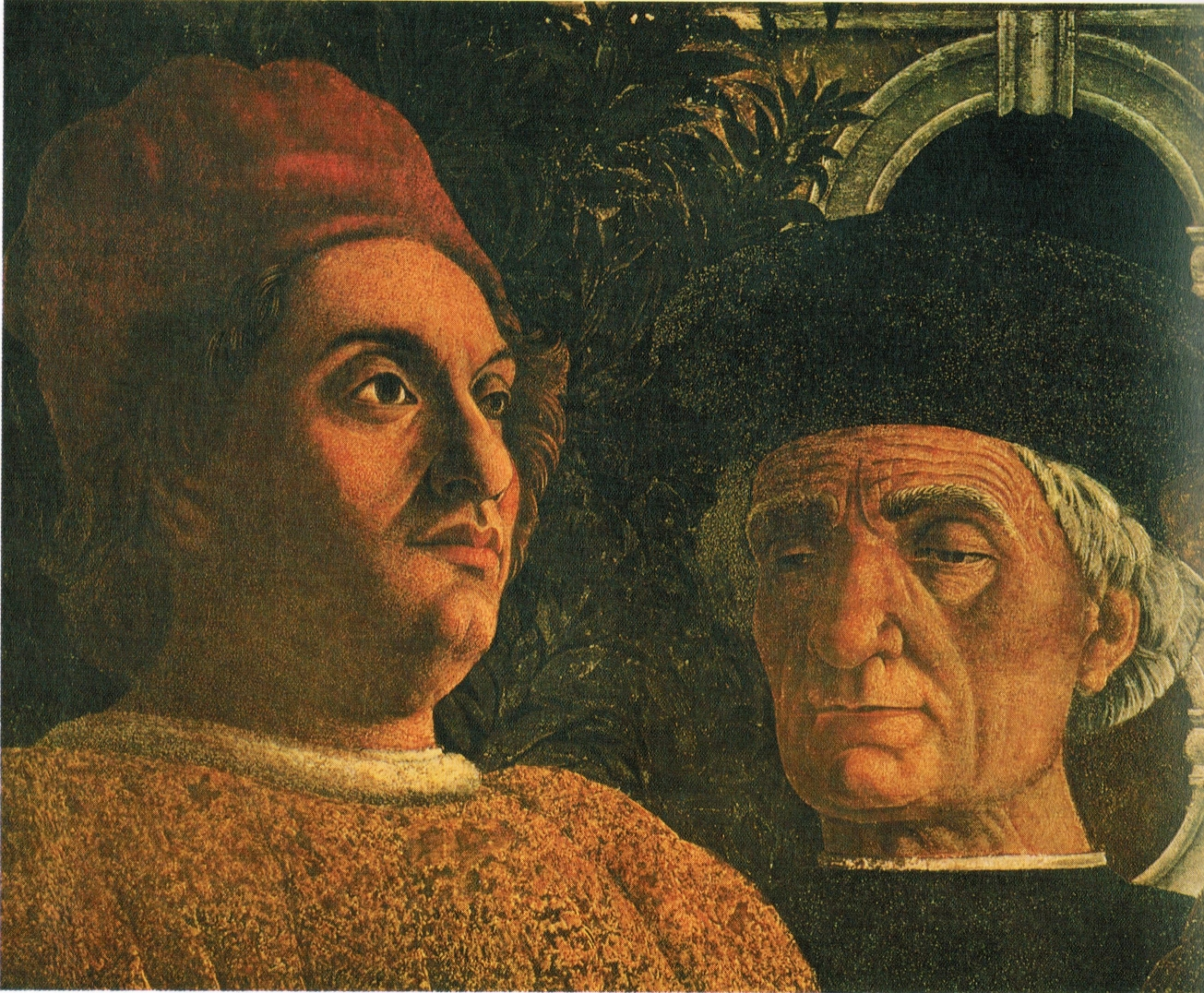
Gianfrancesco Gonzaga, Gemahl von Antonia del Balzo (links), Mantua, Camera degli Sposi, von Mantegna

Antonia wuchs im Königreich Neapel auf den Schlössern ihres Vaters als Mitglied einer der mächtigsten Adelsfamilien des Landes auf.
Mit achtzehn Jahren wurde sie 1479 mit dem Kondottiere Gianfrancesco Gonzaga (* 1446, † 1496) dem dritten Sohn von Ludovico III. Gonzaga († 1478), Markgraf von Mantua und der Barbara Markgräfin von Brandenburg verheiratet. Dieser hatte 1478 nach dem Tod seines Vaters, auf den sein ältester Bruder Federico I. Gonzaga als Markgraf von Mantua gefolgt war, gemeinsam mit seinem zweiten Bruder, dem Kardinal Francesco Gonzaga einen Teil der väterlichen Besitzungen geerbt, über die am 12. Februar 1479 zwischen den Brüdern ein Teilungsvertrag abgeschlossen wurde. Im selben Jahr wurde Gianfrancesco zum Grafen von Sabbioneta erhoben.
Nach dem 1483 erfolgten Ableben seines Bruders Kardinal Francesco wurde Gianfrancesco alleiniger Herr von Gazzuolo, Rivarolo, Bozzolo, San Martino dell‘Argine, Isola Dovarese, Dosolo, und der Grafschaft Rodigo. Antonia lebte daher abwechselnd im Schloss der Gonzaga in Bozzolo und in Mantua, in der Residenz der Hauptlinie der Gonzaga, der Markgrafen von Mantua.

### Neapolitanische Verhältnisse
Trotz ihrem nunmehrigen ständigen Aufenthalt in der Lombardei blieb Antonia von den Entwicklungen im Königreich Neapel nicht verschont.
Ferdinand I. von Aragon aus dem Haus Trastámara, genannt Ferrante, regierte von 1458 bis 1494 als König von Neapel und versuchte durch gezielte Reformen die dominierende Macht der Barone, die weitgehend selbständig agierten und fast neun Zehntel der Gemeinden seines Reiches kontrollierten, zugunsten einer Ausweitung der königlichen Macht zu beschränken, zugleich das Wirtschaftsleben zu entwickeln und die aufsteigende Klasse der neapolitanischen Unternehmer und Händler zu fördern.
Dieser Modernisierung widersetzten sich die führenden Familien des Landes, wie die Orsini del Balzo, die del Balzo, die Sanseverino, Caracciolo, Guevara und die Acquaviva, die jeweils mehr Land besaßen als der König. Sie schlossen sich – mit diskreter Unterstützung des Papstes – zum Widerstand gegen den König zusammen, wodurch es 1485 in Melfi zur sogenannten Verschwörung der Barone kam.
Antonia war davon persönlich betroffen, da ihr Vater Pirro del Balzo einer der führenden Mitglieder der Verschwörung war und auch ihr Schwager, Pietro di Guevara, Graf von Ariano und Markgraf von Vasto, Großseneschall des Königreiches, in die Verschwörung involviert war, die darauf abzielte, mit Hilfe des Papstes die Nachfolge des reformorientierten Thronfolgers Alfons II. (* 1448, † 1495) Herzog von Kalabrien (König von Neapel Januar 1494 – Januar 1495) zu verhindern und stattdessen einen Prätendenten aus Frankreich einzusetzen.
Nachdem König Ferdinand die Verschwörung aufgedeckt hatte, ging er streng gegen die Beteiligten vor, ließ sie der Reihe nach verhaften, aburteilen, hinrichten oder ins Gefängnis werfen. Um sich auch der noch verbleibenden rebellischen Barone bemächtigen zu können, griff er zu einer List: Er lud sie zur Versöhnung am 4. Juli 1487 zu einer Hochzeitsfeier in das Castel Nuovo in Neapel ein, wo er sie nach freundlichem Empfang festnehmen und in der Folge hinrichten oder einkerkern ließ. Antonias Vater Pirro del Balzo war einer der Geladenen, er wurde verhaftet und eingekerkert und musste den Rest seines Lebens im Gefängnis verbringen, bis er dort am 24. Dezember 1491 verstarb.
Für Antonia war der Verlust ihres Vaters ein schwerer Schlag. Zugleich bedeutete er aber auch das Erlöschen ihres Zweiges der Familie del Balzo, da ihr einziger Bruder Federico del Balzo Graf von Acerra bereits 1487 vor seinem Vater verstorben war.
Auch aus der Entfernung war Antonia direkt von den Entwicklungen in Neapel betroffen, denn für sie ging es darum, wer nach dem Ableben ihres Vaters dessen bedeutenden Besitz an Territorien und Fürstentümern erben sollte, da ihn nur drei Töchter überlebt hatten.
Die Entscheidung traf König Ferdinand, der die älteste überlebende Schwester Antonias, Isotta-Ginevra del Balzo, die zweite Fürstin von Altamura († 1530) ebenso überging, wie Antonia, da er die jüngste Schwester Isabella († 1533) als Erbin des riesigen Vermögens bestimmte. Dies mit der Absicht, sie mit einem seiner Söhne zu verheiraten, um auf diese Weise den Besitz der Krone wesentlich zu erweitern.
Nach dem Tod von König Ferdinand I. kam es zu einem raschen Wechsel der Herrscher von Neapel. Auf ihn folgte 1494 dessen Sohn Alfons II. der 1495 vorübergehend von Karl VIII. König von Frankreich verdrängt wurde und bereits 1495 verstarb, worauf sein Sohn Ferdinand II. knapp ein Jahr regierte und 1496 verstarb, worauf Friedrich I. (* 1452, † 1504) – ein jüngerer Sohn von König Ferdinand – folgte, der 1501 zugunsten von Ludwig XII. König von Frankreich (1498–1515) verzichtete, nach dem 1504 Ferdinand II. „der Katholische“ König von Aragón (1479–1516) die Krone von Neapel übernahm.
Für Antonia war entscheidend, dass ihre Schwester Isabella seit 28. November 1486 mit Friedrich I., dem jüngeren Sohn von König Ferdinand verheiratet war, der von 1495 bis 1501 als König von Neapel regierte. Antonia war daher Schwägerin des Königs. Ihre Hoffnung, doch noch Teile des Erbes ihres Vaters zu erhalten, erwies sich jedoch als vergeblich.

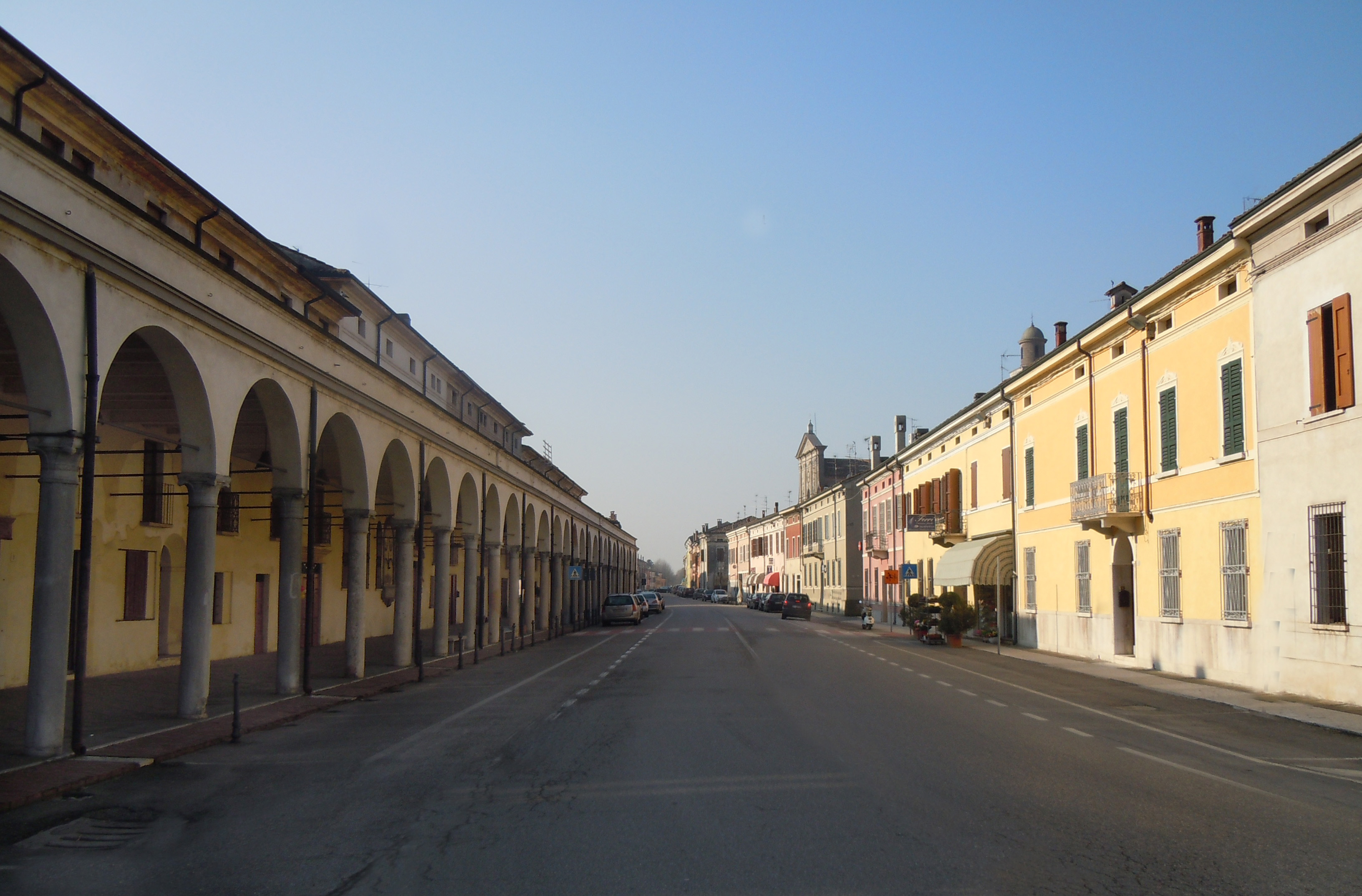
Panorama von Gazzuolo mit den Torbögen der Gonzaga

### Herrin in Gazzuolo
Da ihr Gemahl Gianfrancesco Gonzaga Gazzuolo als seine Residenzstadt bestimmt hatte und wesentliche Anstrengungen unternahm, das kleine Städtchen zu einer glaubwürdigen Residenz auszubauen, die Stadt verschönerte und befestigte, lebte Antonia in späteren Jahren vorwiegend in dieser Stadt. Dort umgab sie sich – dem Geist der Zeit und wohl auch dem Vorbild ihrer berühmten Schwägerin Isabella d’Este-Gonzaga (* 1474, † 1539) folgend – mit bedeutenden Künstlern wie Andrea Mantegna, Pier Jacopo Alari Bonacolsi (“L’Antico”), der 1528 in Gazzuolo verstarb und Francesco Bonsignori, sowie Literaten, wie Matteo Bandello und Mario Equicola, der auch in Ferrara, am Hof von Isabella d’Este und an dem von Lucrezia Borgia ein gerne gesehener Gast war.
Antonia setzte diese Tradition der Förderung der Künstler auch nach dem Ableben ihres Gemahls fort, obwohl ihr dieser in seinem Testament vom 25. August 1496 nur 1000 Dukaten und damit bloß ein Achtel des Betrages vermacht hatte, den sie selbst ihm als Mitgift in die Ehe gebracht hatte.

### Ableben
Antonia starb im Jahre 1538 in Gazzuolo und wurde dort im Oratorio di San Pietro in Belforte begraben.

## Nachleben
Durch ihre Nachkommen wurde sie zur Stammmutter zweier jüngerer Linien des Hauses Gonzaga, der Linie zu Sabbioneta (seit 1565 Markgrafen, seit 1574 Fürsten und seit 1577 Herzöge von Sabbioneta), die in männlicher Linie 1591 mit Vespasiano I. Gonzaga, Herzog von Sabbioneta erlosch, und der Linie zu Bozzolo und Gazzuolo, seit 1530 Markgrafen von Gazzuolo, seit 1591 Fürsten von Bozzolo, seit 1640 Fürsten von Sabbioneta, die in männlicher Linie 1703 mit Gianfrancesco Gonzaga, dem 3. Fürsten von Sabbioneta erlosch. Antonias Nachkommenschaft verbreitete sich u. a. über ihre Tochter Eleonora Barbara Gonzaga über die Grafen zu Fürstenberg in Deutschland und in Österreich.

## Ehe und Nachkommen

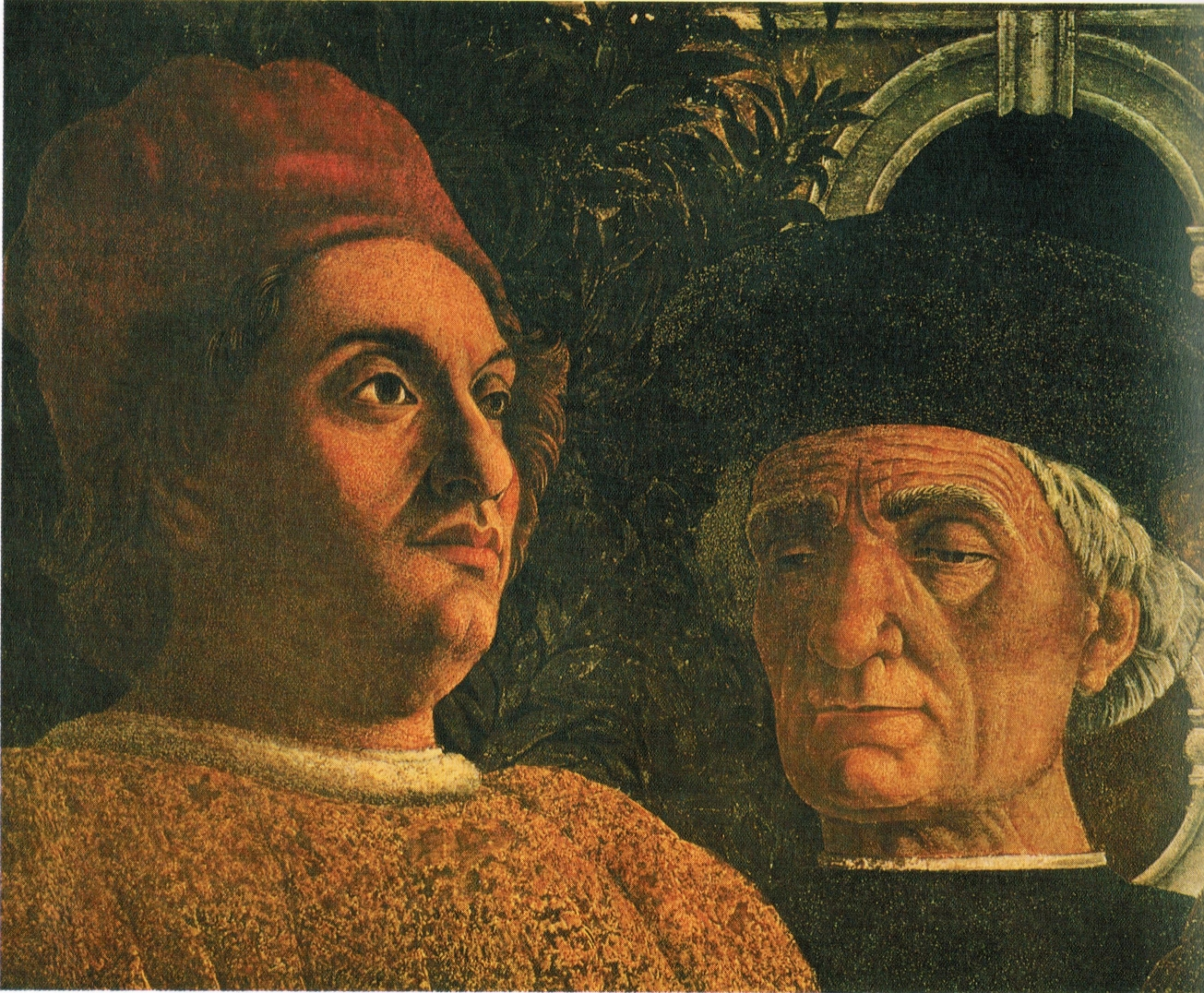
Gianfrancesco Gonzaga (links), Mantua, Camera degli Sposi

Antonia heiratete am 17. Juli 1479 den italienischen Kondottiere Gianfrancesco Gonzaga (* 4. Oktober 1446 in Mantua, † 27. August 1496 in Bozzolo) aus dem Haus der Markgrafen von Mantua, der u. a. Graf von Sabbioneta und Rodigo, Herr von Bozzolo und Luzzara war.
Mit ihm hatte sie zehn Kinder:
- Ludovico Gonzaga (* 1480 in Bozzolo, † Juni 1540 in Sabbioneta) 2. Graf von Sabbioneta, ⚭ 1497 Francesca Fieschi († August 1528), Tochter von Gian Luigi Fieschi. Graf von Lavagna
- Barbara Gonzaga (* um 1482, † 1558 in Viadana), ⚭ Gianfrancesco Sanseverino (* 1450, † 1501), seit 1487 2. Graf von Caiazzo, seit 1483 Graf von Colorno, ein Sohn des berühmten Kondottiere Roberto Sanseverino d’Aragona Graf von Caiazzo und Colorno († 1487)
- Federico Gonzaga (* 1483, † 28. Dezember 1527) Herr von Bozzolo, Rivarolo und Isola Dovarese, Kondottiere, ⚭ 1503 in Asola, Giovanna Orsini, eine Tochter von Lodovico Orsini Graf von Pitigliano
- Dorotea Gonzaga (* 1485, † 1538), ⚭ Gian Francesco Acquaviva, marchese di Bitonto (in Apulien)
- Susanna Gonzaga (* 1485, † 1549), ⚭ Pietro di Cardona, conte di Collesano
- Camilla Gonzaga (* 1488, † 1529), ⚭ 1518 Alfonso Granai Castriota, marchese di Atripalda, Gouverneur von Kalabrien († 1544)
- Eleonora Barbara Gonzaga (* 1488, † 1512), ⚭ 30. März 1500 Christoph Graf von Werdenberg-Sargans Reichsgraf zu Heiligenberg, auf Jungnau und Trochtelfingen, † auf Sigmaringen 29. Januar 1534[8]
- Pirro Gonzaga (* 1490, † 22. Januar 1529), Herr von Bozzolo, Gazzuolo und San Martino dall’ Argine ⚭ Camilla Bentivoglio (* nach 1487, † 19. November 1529), eine Tochter von Annibale II. Bentivoglio (* 1466, † 1540) Herr von Bologna und der Lucrezia d’Este (⚭ 28. Januar 1487), eine außereheliche Tochter von Ercole I. d’Este († 1505) Herzog von Ferrara, Modena und Reggio[9]
- Antonia Gonzaga (* 1493, † 1540), ⚭ Alfonso Visconti, signore di Saliceto
- Gianfrancesco Gonzaga (* 1493, † 1500).